# Вище художнє професійне училище №3
Вище художнє професійне училище №3 м. Івано-Франківська (ВХПУ №3) —  професійно-технічний навчальний заклад у місті Івано-Франківську.

## Історія та сучасність
Вище художнє професійне училище №3 засновано У 1947 році на базі артілі «Прогрес» і носило назву «Станіславський учбово-виробничий комбінат для підготовки кваліфікованих робітників-червонодеревців». 
- Лютий 1960 року — «Станіславське професійно-технічне училище».

- Грудень 1960 року — «Станіславське професійно-технічне училище №6»

- Листопад 1962 року — «Івано-Франківське професійно-технічне училище №6»

- Липень 1964 року — «Івано-Франківське міське професійно-технічне училище №8»

- Вересень 1966 року — «Івано-Франківське міське професійно-технічне училище №14»

- Липень 1969 року — «Івано-Франківське міське професійно-технічне училище №3»

У 1992 наказом Міністерства освіти України від 24.02.1992р. №43 училище реорганізоване у художнє професійно-технічне училище №3 м. Івано-Франківська. В тому ж році наказом Міністерства освіти України від 08.07.1992р. №63 училищу надається статус вищого художнього професійного училища №3 м. Івано-Франківська.
Як заклад загальнодержавної власності, училище включено до єдиного Державного реєстру підприємств і організацій (довідка №1451 від 26.10.2007р.). ВХПУ №3 підпорядковане управлінню освіти Івано-Франківської обласної державної адміністрації, діє на основі Статуту, затвердженого Міністерством освіти України від 10.12.1999р. Свою діяльність організовує відповідно до нормативно-правових актів в галузі професійно-технічної освіти.
Училище готує висококваліфікованих робітників за державним замовленням для деревообробних підприємств, дизайн-студій, флористичних салонів, інших підприємств та організацій, за ліцензованими професіями: 
- «Столяр. Верстатник деревообробних верстатів»
- «Різьбяр по дереву та бересті»
- «Виконавець художньо-оформлювальних робіт" і фахових молодших бакалаврів за спеціальностями: 
  - 023 «Лісове господарство» (Обробка деревини)
  - 205 «Образотворче мистецтво, декоративне мистецтво, реставрація» .

Нинішній комплекс училища відкрито 1 вересня 1971 року. Він включає в себе навчальний корпус на 500 місць з спортивним   та актовим залами, їдальнею і майстернями загальною площею 5,7 тис. кв².
Для здобувачів освіти з інших міст ми надаємо гуртожиток. Здобувачі змогу мають змогу проявити себе у вокальному і хореграфічному гартках, театральному гуртку, зміцнити здоров'я у спортивних секціях 

## Матеріально-технічна база
Сучасна матеріально-технічна база професійної підготовки, яку складають: 
- Кабінети спецтехнології;
- Кабінет економіки;
- Кабінет охорони праці;
- Художні студії;
- Флористичні майстерні;
- 11 майстерень;
- Механічний цех;
- Пресове відділення;

## Педагогічний колектив
Кваліфікований навчальний процес в училищі забезпечують 76 досвідчених педагогічних працівників, серед яких :
- Кандидатів наук — 3;
- Викладачів-методистів — 7;
- Старших викладачів — 13;
- Спеціалістів вищої категорії — 23;
- Спеціалістів першої категорії — 12;
- Майстрів виробничого навчання першої категорії — 5

## Адміністрація
- Директор училища — Коростіль Наталія Жоржівна;
- Заступник директора з навчально-виробничої роботи — Козин Лариса Володимирівна;
- Заступник директора з навчальної роботи — Сміжак Ірина Дмитрівна;
- Заступник директора з виховної роботи — Обух Зоряна Ярославівна;
- Старший майстер виробничого навчання — Басараб Анатолій Іванович;
- Старший майстер виробничого навчання - Вірозуб Леся Вікторівна;
- Методист — Винничук Людмила Василівна.